# Carrizal (La Rioja)
Carrizal es una pequeña localidad del departamento General Ángel V. Peñaloza, en el sureste de la provincia de La Rioja, Argentina.
Está ubicada sobre la ruta provincial 29, a unos 30 km al sur de Tama y a unos 4 km de la localidad de Huaja, aproximadamente en la ubicación 30°38′42″S 66°40′26″O / -30.64500, -66.67389.
La localidad cuenta con una escuela de nivel primario y un centro de atención primaria en salud.
Según el último censo de población efectuado en el año 2010, la localidad de Carrizal tenía 144 habitantes.